# Regne de Lotaríngia
El Regne de Lotaríngia fou el regne de Lotari II (del llatí Lotharii Regnum), besnet de Carlemany i no s'ha de confondre amb la Frància Mitjana, que fou el regne de Lotari I. Va ser constituït el 855. Després de la seva mort, va ser teatre de lluites entre els regnes de Frància Occidental i de Frància Oriental, abans de ser integrada al Sacre Imperi Romanogermànic el 880. Va esdevenir un ducat al començament del segle x. A la segona meitat del segle, el ducat va ser escindit en un ducat de Baixa Lotaríngia i un Ducat d'Alta Lorena, que esdevingué el ducat de Lorena.

## Naixença de la Lotaríngia

Tractat de Prüm (855)

El 855, poc abans de la mort de l'emperador Lotari I, els seus tres fills es van repartir el seu imperi, la Frància Mitjana, al tractat de Prüm: 
- Lluís II el Jove (mort el 875), va rebre el títol d'Emperador d'Occident i rei d'Itàlia.
- Lotari II (mort el 869), va rebre la part nord: de Frísia a Suïssa. Denominada Lotaríngia després de la seva mort.
- Carles de Provença (mort el 863), la Provença i Borgonya (Regne de Provença)

## Història d'un nom
Els carolingis van emprar el terme França per designar dues regions, la poblada originàriament pels francs, França del Rhin (Rheinfranken) o Lotaríngia, i la colonitzada per aquests, França del Main, o Francònia (Mainfranken). Per la part de Lotari II, la tradició no subministrava a cap denominació pròpia; un es va acostumar a anomenar-lo el regne de Lotari, i aquest terme va evolucionar llavors cap a la forma Lotaríngia. Les circumstàncies, que van donar una mena d'individualitat al territori entre França i Germània, hi van associar íntimament el record de Lotari II. Així un document datat de 868 parla dels Lotarienses, és a dir de la gent de Lothaire, per distingir-los dels Carlenses, els súbdits de Carles II el Calb. Igualment el país és designat respecte al sobirà: regnum Lothariense, regnum Lotharicum, Lotharii regnum, Lotharia.
Més tard, el 912, els annals d'una abadia d'Alsàcia parlen de Hlutaringi o encara de Hlodarii per designar els súbdits de Lotari i dels seus successors. Encara que el sufixi -ingi sigui reservat de manera normal als membres d'una dinastia (la família del rei) com en "carolingis", s'aplicava aquí a tots els habitants. Al final del segle x Lotharingi (els lotaringis) acaba per prevaler contra les altres designacions i va donar a llum a Lotharingia (Lotaríngia).
Va caldre un segle perquè s'imposi un nom que designava el regne i els pobles de Lotari i dels seus successors. En l'esperit dels cronistes, aquest regne i aquest poble existien bé en tant que tals, ja que havien inventat paraules per designar-los. Els prestaven d'altra banda un caràcter, com ho testimonia el saxó Widukind quan evoca l'ardit que havia hagut d'usar Enric I d'Alemanya per sotmetre els lotaringis «[…] perquè és un poble variable, acostumat als enganys, ràpid en la guerra i llest per adaptar-se a les novetats». Un altre historiador del segle x esmenta l'existència a la frontera occidental del regne de Lotari «d'una barbàrie indòmita, gelosa de la felicitat d'altri i de la seva pròpia salvació, menyspreant les amonestacions paternes del duc i tement a penes l'autoritat.»
En la llengua corrent la paraula Lotaríngia va patir transformacions. Va evolucionar en particular cap a Lohereigne després Lorena, però també Lothier per als valons i Lothringen per als germanòfons. En els texts medievals, la paraula Lotharingus podia també realment designar un habitant de Toul, de Metz, de Lieja o de Cambrai.
Després del repartiment de l'antic regne de Lotari II en dos ducats, el nom Lorena es va aplicar progressivament a l'únic ducat meridional, és a dir l'equivalent de tres dels quatre departaments lorenesos actuals (el departament del Mosa va quedar repartit entre el comtat després ducat de Bar i el bisbat de Verdun).

## Territori
La Lotaríngia del 855 cobria una part de l'antiga Austràsia compresa entre l'Escaut fins a la mar del Nord, el Mosa, el massis del Jura, els Alps, i el Rin fins a la mar del Nord.
Per conèixer en detall els territoris que formaven la Lotaríngia, cal referir-se al tractat de Meerssen que, el 870, la repartia provisionalment entre el regne franc oriental i el regne franc occidental. El text oficial ens ha estat conservat per la Crònica d'Hincmar, arquebisbe de Reims. Aquest tractat enumera tots els comtats de què es componien els estats de Lotari II.
El 870 la Lotharingie estava doncs integrada pels comtats següents: la Toxandrie, els quatre comtats del pagus de Brabant, els quatre comtats de l'Hesbaye, Cambrai amb el Cambresis, Hainaut, el comtat de Lomme o Lommensis, el Testerbant, el Betuwe, el Hattuara (Hatuariensis), els Masau inferior i superior de la riba dreta i de la riba esquerra del Mosa, el Liugas, el districte d'Aquisgrà i el districte de Maastricht, el Condroz, l'Ardenne, els cinc comtats de la Ripuària, el Meinvelt, el comtat de Bidgau (incloent-hi el pagus Trevirensis), el comtat d'Arlon, els dos comtats del Woëvre (Methingau o Matensis i Ivotius), el Saargau superior i el Saargau inferior, el Castricius, el Mosominsis, el Dormois, el Verdunois, el Moslensis, el Nitagau, el Barrois, la Charpeigne, el Bliesgau, el Saulnois, l'Albegau, el Saintois, els dos Ornois, el Tullensis, el Chaumontois, el Soulossois. La Frísia, des del Sincfal i probablement fins a l'Ems, amb els nombrosos comtats saxons, semisaxons i francs que en depenien feia igualment part de la Lotaríngia.
Aquest conjunt cobreix aproximadament els territoris actuals:
- dels Països Baixos;
- de la part de la Bèlgica situada a l'est de l'Escaut;
- de Luxemburg
- a Alemanya:
  - de Rin del Nord-Westfàlia, amb el Rin com a frontera oriental;
  - de la Renània-Palatinat;
  - de Sarre;
- a França:
  - de la Lorena;
  - d'Alsàcia;
  - de la part del Nord situada a l'est de l'Escaut.

A partir del segle x, Alsàcia va ser clarament distingida i en endavant el «regne de Lotari», la Lotaríngia, es va parar als primers contraforts dels Vosges.

## La Lotaríngia, entre França i Germània

### El tractat de Meerssen i la partició de la Lotaríngia (869-879)

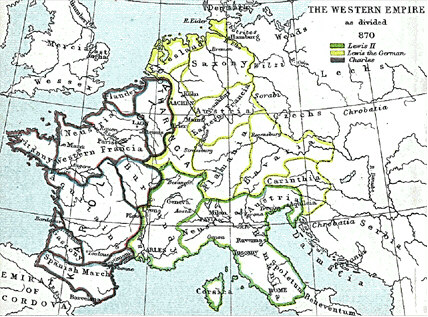
La situació el 870

Des de la fi del segle ix, la Lotaríngia estava dominada per algunes grans famílies senyorials, en particular els Renyer (Regnier) a tota la zona que s'estén d'Hainaut fins més enllà de la Mosa i del Dèmer fins a les Ardenes i els Matfrid als països ripuairis, al Bidgau, el Woëvre, el Messin, el Bliesgau, el Chaumontois, és a dir a l'altre costat de les Ardenes i fins a la regió del riu Sarre i de l'alta Mosel·la.
El 869 a la mort del rei Lotari II, les seves possessions foren ocupades pel seu oncle Carles II el Calb que es va fer coronar rei de Lotaríngia a Metz el 9 de setembre de 869 per l'arquebisbe Hincmar de Reims. Però aquesta adquisició fou discutida per Lluís el Germànic, el seu altre oncle, i Louis II el Jove, germà i hereu de Lotari II. Aquest últim, ocupat al sud d'Itàlia a combatre els sarraïns, no va poder fer valer els seus drets, i els dos oncles es van entendre l'agost 870 signant el tractat de Meerssen per compartir la Lotaríngia:
- Lluís el Germànic rebé la part oriental amb Frísia, Aquisgrà, Stavelot, Metz, Estrasburg i Basilea. Hi va reconèixer de 872 a 875 la sobirania nominal de l'emperador Lluís II;
- Carles el Calb conservava la part occidental de la Lotaríngia amb Lieja, Visé i Maastricht;

El 876 a la mort de Lluís el Germànic, les seves possessions foren partides entre els seus tres fills: Lluís III d'Alemanya hereta llavors de la part oriental de la Lotaríngia amb Saxònia, Francònia, Turíngia i Frísia.
El 877, a la mort de Carles el Calb, la part occidental de la Lotaríngia passà al seu fill Lluís el Tartamut, i després el 879 als seus fills Lluís III de França († + 882) i Carloman († + 884).

### La reunificació sota Lluís el Jove (879-888)
El 879, Lluís III d'Alemanya ocupa gairebé completament la Lotaríngia. El 880, pel tractat de Ribemont els fills de Lluís el Tartamut cediren a Lluís el Jove la seva part pròpia de la Lotaríngia a canvi de la neutralitat d'aquest últim. La Lotaríngia reunificada va quedar així lligada a Germània. L'autoritat del rei germànic va ser tanmateix lluny de ser acceptada arreu; els comtes més allunyats cap a l'oest, Raül de Cambrai i Renyer d'Hainaut, van fer sovint causa comuna amb Bauduí II el Calb de Flandes; se'ls veu successivament prestar homenatge al carolingi de França i al Carolingi de Germània.
El 882, a la mort de Lluís el Jove, el seu germà, l'emperador Carles III el Gras, recull la seva successió. El 885, rep el jurament de fidelitat dels grans vassalls del regne franc al palau de Ponthion. L'imperi de Carlemany fou reconstituït a excepció de Provença i de Borgonya Transjurana. Però Carles el Gras fou deposat el 887 a la dieta de Tribur (Magúncia). Entretant, havia separat Frísia de la Lotaríngia el 885, quan va crear duc al comte saxó Eberhard.

### Regne efímer de Zuentibold (888-900)
El 888, Arnulf de Caríntia († 899), fill bastard de Carloman de Baviera († 878), fou proclamat rei a Germània, Lotaríngia i Itàlia.
El maig de 895, Arnulf de Carinthie entronitza el seu fill bastard Zwentibold. com a rei de Lotaríngia. Les fronteres d'aquest regne coincidien sens dubte en gran part amb les del regne de Lotari II, però ja no comprenien probablement Frísia. Els historiadors no estan d'acord sobre el punt de saber en quina mesura el fill d'Arnulf continuava estant subordinat a l'autoritat imperial; tot indica que gaudia en el seu govern d'una àmplia independència. L'experiència no va ser d'altra banda de llarga duració. Zuentibold va xocar amb les resistències dels grans que veien amb disgust un estranger restringir la seva independència. Es va enfadar amb Renyer i el va obligar a exiliar-se el 898. Zuentibold va morir el 13 o el 30 d'agost del 900 en el transcurs d'una batalla, al veïnatge del Mosa, contra els comtes Gerar I de Metz, Matfrid I i Esteve de Pouilly, els seus vassalls revoltats

### Lluís l'Infant el primer duc (900-911)
Desfets de Zuentibold, aquests vassalls turbulents es van girar cap al rei de l'altra banda del Rin, Lluís IV d'Alemanya, que acabava de succeir al seu pare Arnulf; la seva joventut, al mateix temps que el seu allunyament, oferia a la seva insubordinació les garanties que l'autoritat d'un sobirà sempre present i gelós dels seus drets no els proveïa.
Zuentibold havia creat per al seu regne una cancelleria especial de la qual el cap era l'arquebisbe Radbod de Trèveris. Lluís l'Infant va mantenir aquesta organització: era una satisfacció donada a l'autonomia lotaríngia. D'altra banda, Renyer va cobrar el favor reial
El 903, Lluís IV «l'infant» conferia a un dels seus fidels, el comte Gebhard de Francònia, el títol de duc de Lotaríngia.

### Carles el Simple
El 920 Carles el Simple, rei de Frància Occidental, va envair Frància Oriental i va marxar fins a Pfeddersheim prop de Worms, però es va retirar quan va saber que Enric I d'Alemanya estava organitzant un exèrcit. El 7 de novembre de 921, Enric i Carles es van reunir i van concloure el Tractat de Bonn, en el qual Enric va ser reconegut com el rei de Frància Oriental i Carles reconegut com a governant de Lotaríngia. Enric va veure l'oportunitat de prendre Lotaringia quan va començar una guerra civil per la successió reial a Frància Occidental després de la coronació de Robert I de França. El 923 Enric va creuar el Rin dues vegades, capturant una gran part del ducat.

## Llista de reis
- 855 - 869: Lotari II de Lotaríngia († 869), fill de Lotari I de la Frància Mitjana
- 869 - 880: repartit entre els regnes de Frància Occidental i Germània o Frància Oriental
- 880 - 894: Unit al regne de Germània
- 895 - 900: Zuentibold († 900), fill d'Arnulf de Caríntia, emperador i rei de Germània
- 900 - 911: Unit al regne de Germània, forma un ducat des de 903
- 911 - 923: Carles el Simple, rei de França, elegit com a rei a Lotaríngia.